# QuizUp
 (mars 2016).
Si vous disposez d'ouvrages ou d'articles de référence ou si vous connaissez des sites web de qualité traitant du thème abordé ici, merci de compléter l'article en donnant les références utiles à sa vérifiabilité et en les liant à la section « Notes et références ».
QuizUp était une application de jeu vidéo mobile développée par Plain Vanilla Games. QuizUp est un jeu de questions-réponses multijoueurs. Il proposait plus de 2 000 thèmes de quiz. Il était possible de jouer bien sûr, mais aussi de mettre des commentaires ou de publier dans le thème souhaité, et de dialoguer avec les autres joueurs.
Chaque joueur peut créer son propre quiz, lui-même accessible à tous les utilisateurs.
L'application a été retirée de l'App Store et du Play Store en février 2021 et il n'est plus possible d'y jouer depuis le 23 mars 2021.

## Plateformes
Le jeu était disponible sur iOS, Android, Windows Phone et abordable par ordinateur sur le site officiel. Cette dernière plateforme était la seule à permettre à l'utilisateur de créer son propre thème accessible publiquement aux autres joueurs sur toutes les plateformes.

## Accueil
- CNET : 4/5[2]
- PC Magazine : Editor's Choice[3]